# Arnellia
Arnellia là một chi rêu trong họ Arnelliaceae.